# Alyssum ovirense
Alyssum ovirense är en korsblommig växtart som beskrevs av Anton Joseph Kerner. Alyssum ovirense ingår i släktet stenörter, och familjen korsblommiga växter. Inga underarter finns listade i Catalogue of Life.

## Bildgalleri

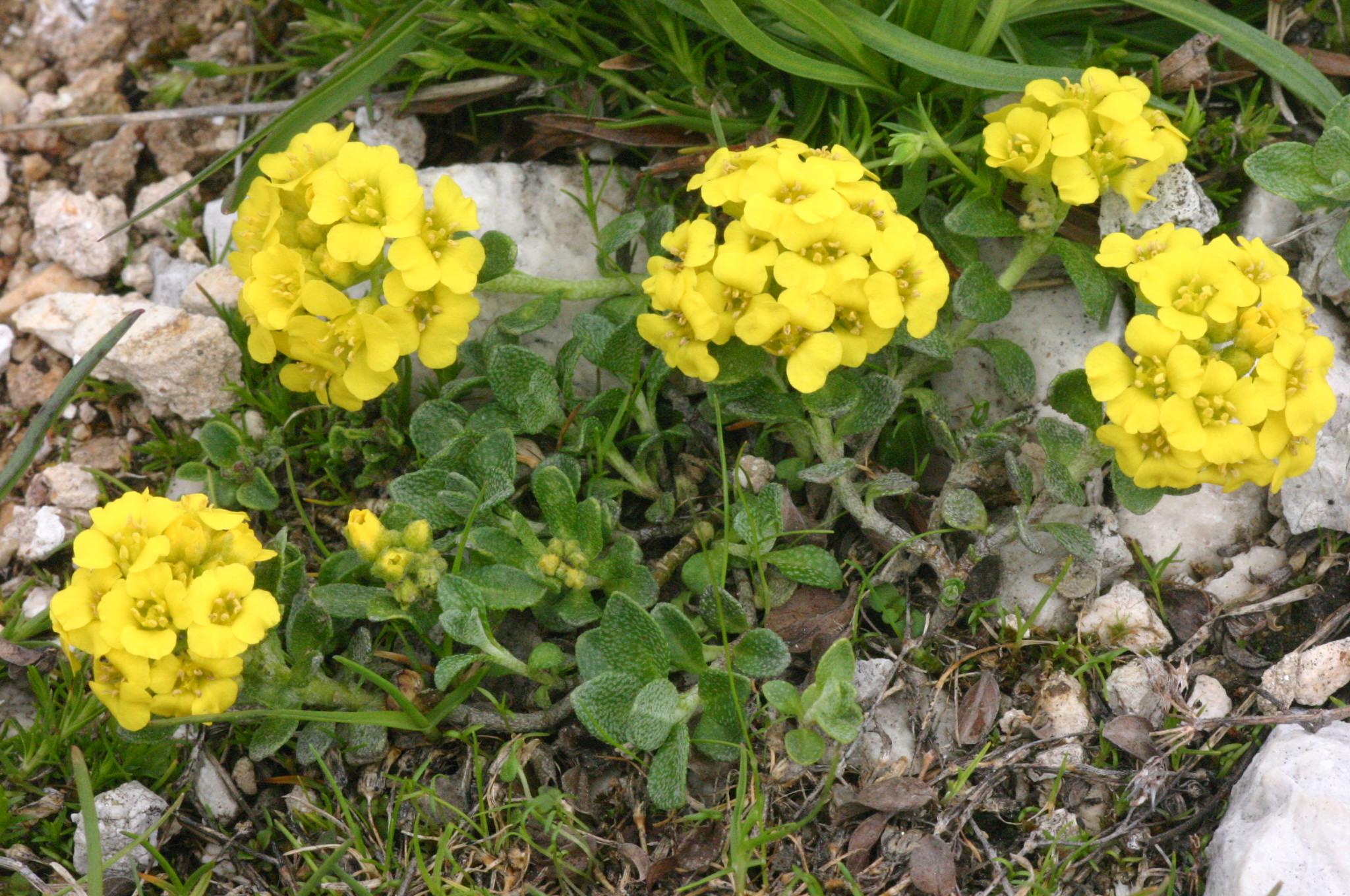
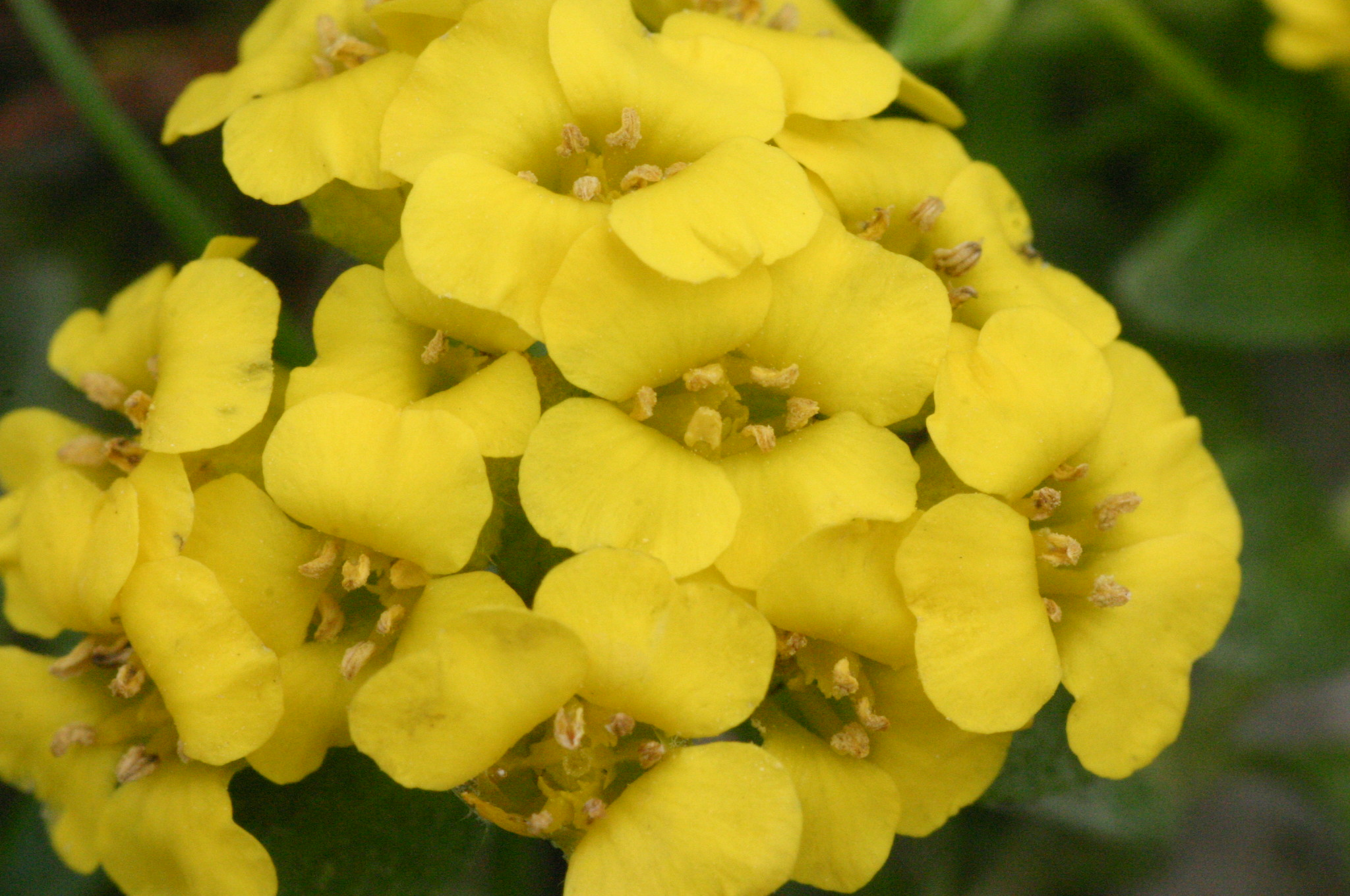
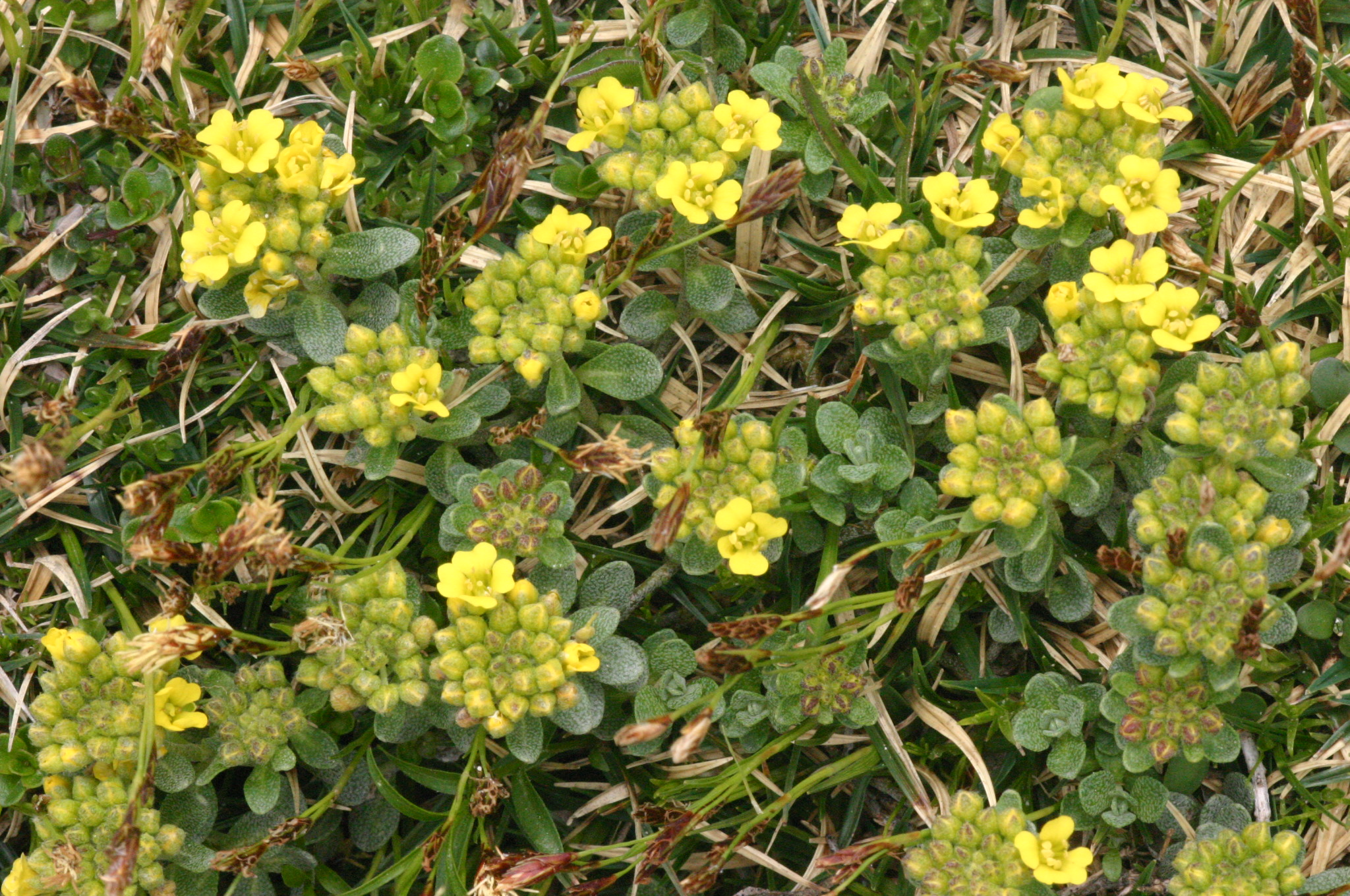
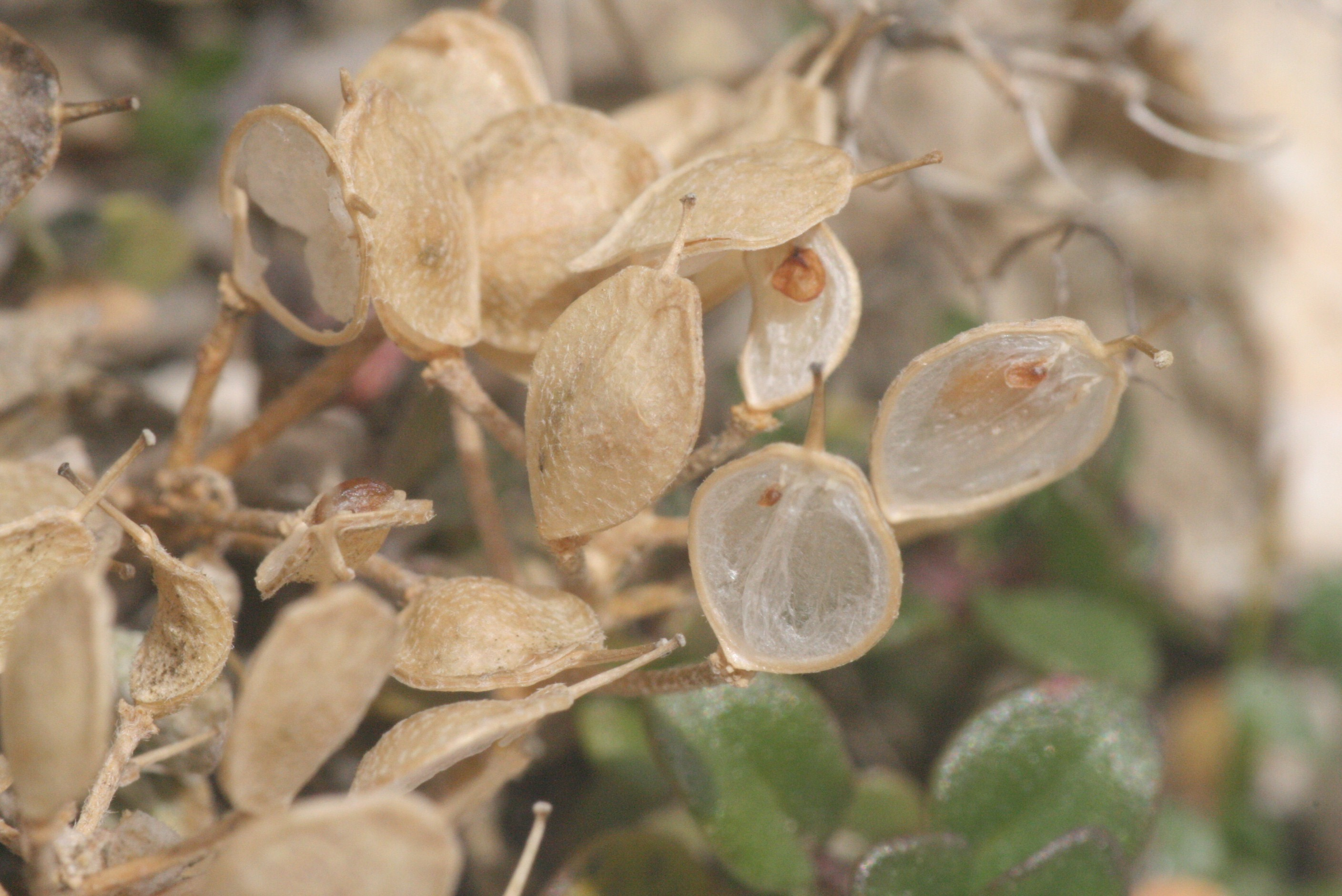
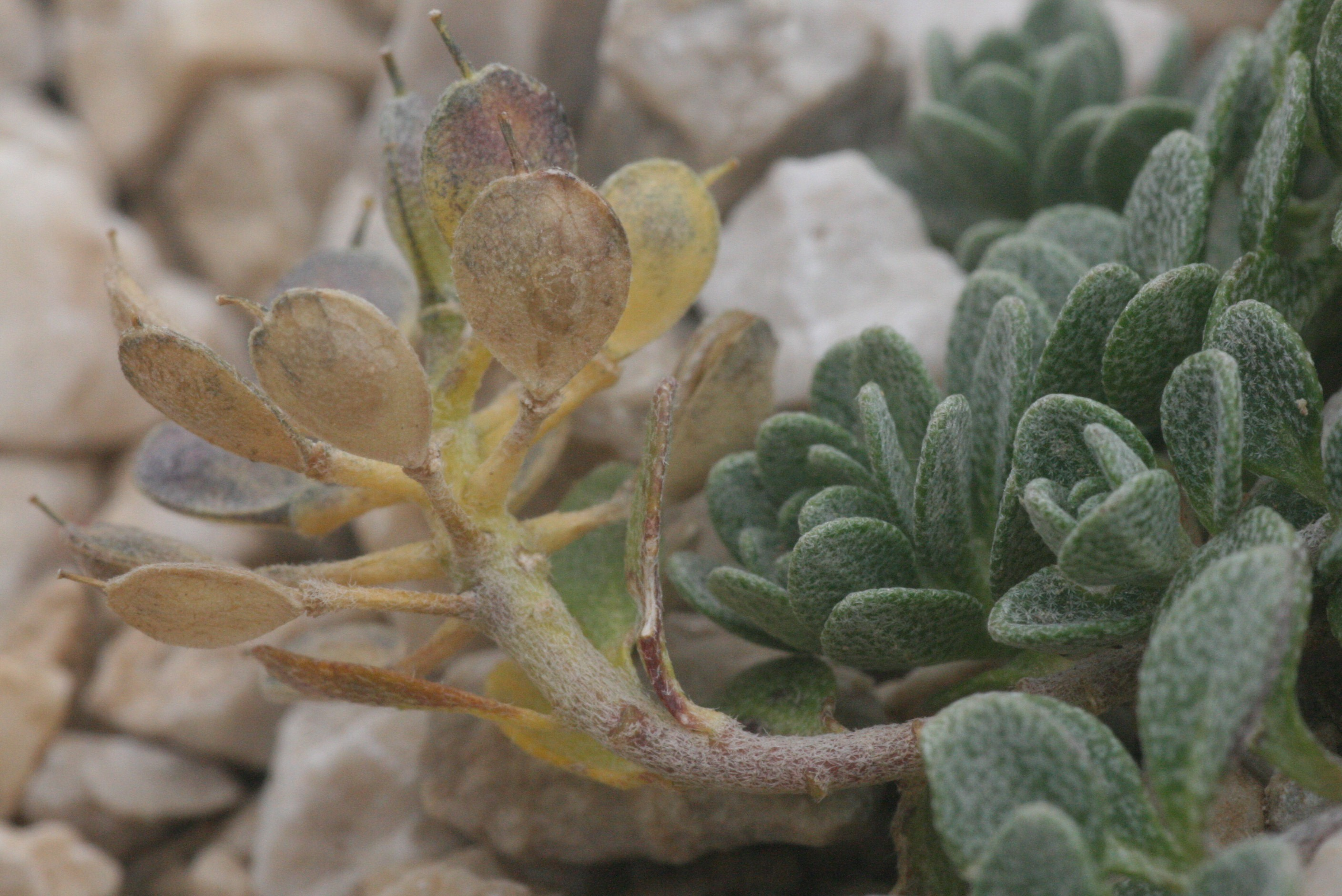
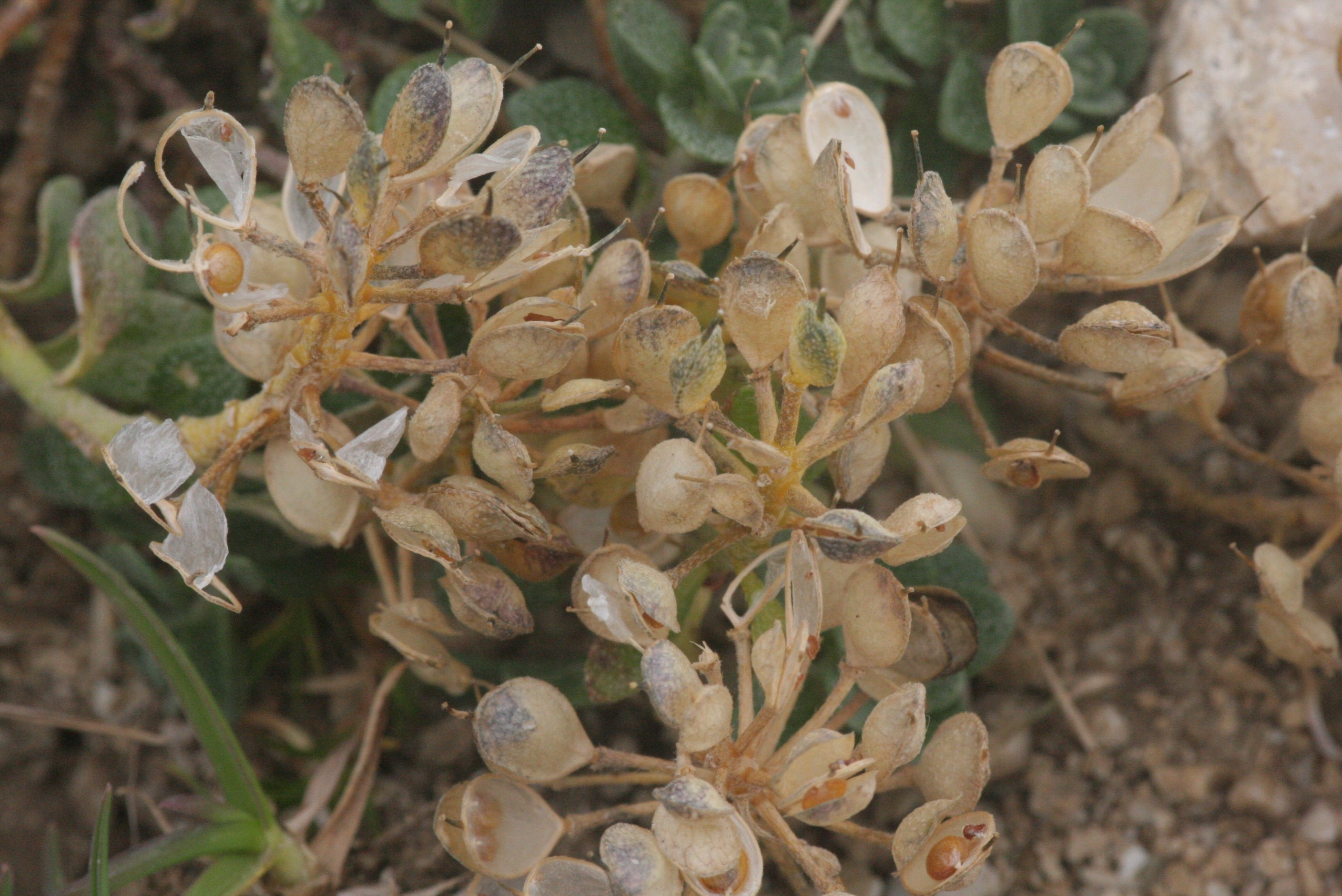